# アーバノ・テルメ
アーバノ・テルメ（伊: Abano Terme）は、イタリア共和国ヴェネト州パドヴァ県にある、人口約20,000人の基礎自治体（コムーネ）。温泉が多く噴出する地域として古代から知られている。

## 地理

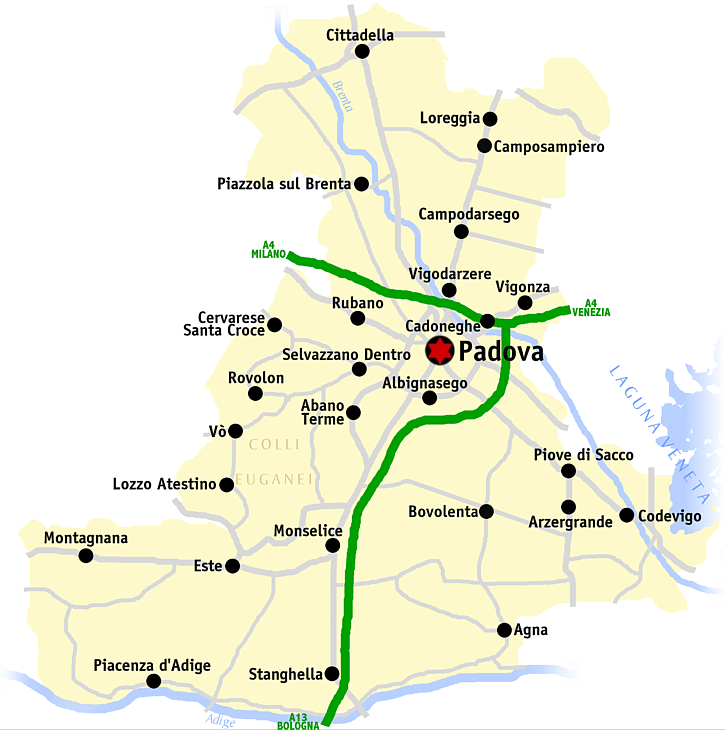
パドヴァ県概略図

### 位置・広がり
パドヴァ県中部、パドヴァ近郊のコムーネで、コッリ・エウガネイの麓に位置する。パドヴァから南西へ9km、ヴェネツィアから西南西へ42kmの距離にある。
| - アルビニャーゼゴ - ドゥエ・カッラーレ - マゼラ・ディ・パードヴァ - モンテグロット・テルメ - パードヴァ - セルヴァッツァーノ・デントロ - テオーロ - トッレーリア |

### 気候分類・地震分類
気候分類では、zona E, 2383 GGに分類される。
また、イタリアの地震リスク階級 (it) では、zona 3 (sismicità bassa) に分類される。

## 行政

### 分離集落
アーバノ・テルメには、以下の分離集落（フラツィオーネ）がある。
- Feriole, Giarre, Monterosso, Monteortone

## 経済・産業
最も多い収入は温泉宿泊客からのものである。

## 姉妹都市
- 渋川市（日本・群馬県）
  - 1993年3月31日 旧伊香保町と姉妹都市提携[7][8]

温泉地同士の交流を希望したアーバノ・テルメ市長が友人を介して群馬県に交流先の打診を行い、伊香保町が紹介された。
- Bad Füssing、ドイツ
- リピク、クロアチア
- Kamena Vourla、ギリシャ